# スーパー・エア・ジェット
スーパー・エア・ジェット (Super Air Jet) は、インドネシアの格安航空会社であり、スカルノ・ハッタ国際空港を拠点に運航している。

## 概要

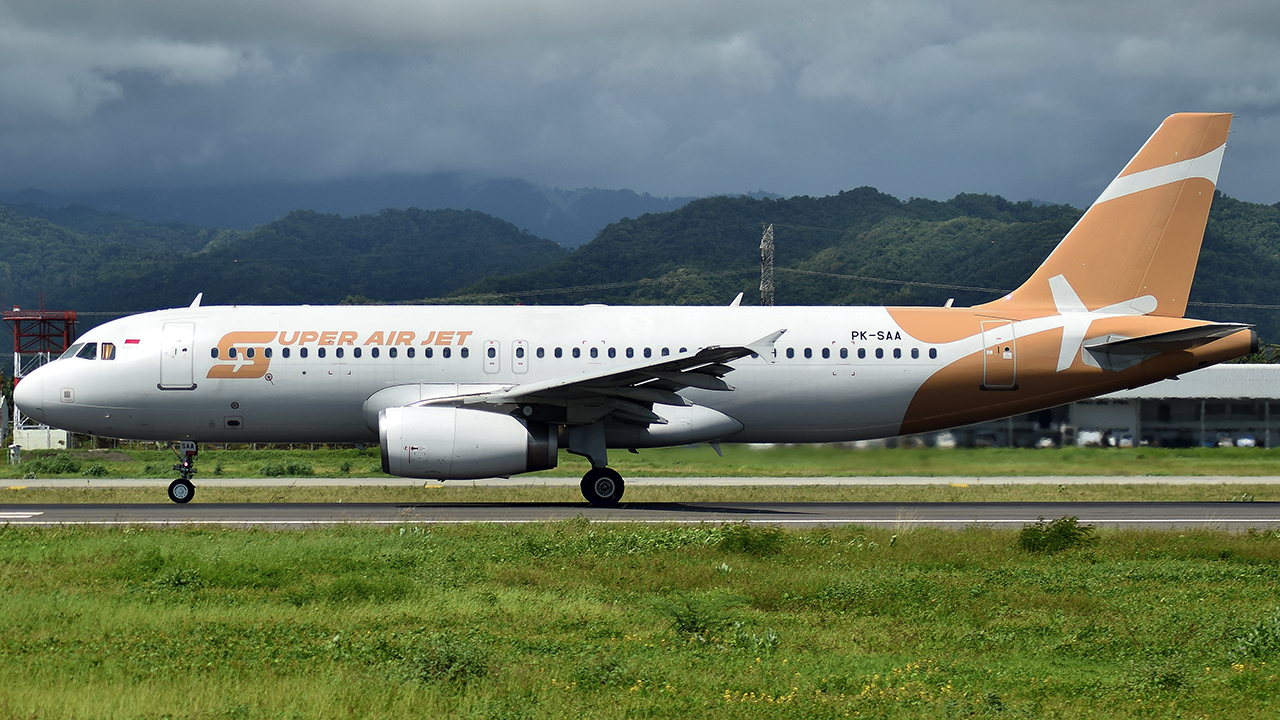
スーパー・エアジェットのエアバスA320

2021年3月、ライオン・エア・グループの設立者である en:Rusdi Kirana によって設立された。
ライオン・エア・グループでジェネラル・マネージャを務めていた Ari Azhari がCEOに就任した。同年6月26日、インドネシア運輸省より航空運送事業許可を取得した。
2021年8月6日よりジャカルタとメダン、バタム島の区間で商業運航を開始した。
ライオン・エアとは、航空券の販売や顧客サポートなどで業務提携している。しかし、双方とも資本関係は明らかにしていない。

## 運航機材
- エアバスA320 (180席) : 47機[5][6]

## 就航地
| 国           | 地域           | 就航地 |
| ------------ | -------------- | --- |
| インドネシア | スマトラ島     | バンダ・アチェ、 メダン、シボロン・ボロン、プカンバル、 パダン、ジャンビ、パレンバン、ブンクル、バンダールランプン、バタム島、パンカルピナン |
| インドネシア | ジャワ島       | ジャカルタ/CGK、 バンドン、スマラン、スラカルタ、ジョグジャカルタ、クディリ、スラバヤ、バニュワンギ                                          |
| インドネシア | カリマンタン島 | ポンティアナック、バンジャルマシン、バリクパパン、サマリンダ、タンジュン・レデブ、タラカン                                                   |
| インドネシア | スラウェシ島   | マナド、マカッサル、ケンダリ、モロワリ |
| インドネシア | 小スンダ列島   | バリ島、ロンボク島、ラブハンバジョ、クパン                                                                                                   |
| インドネシア | マルク諸島     | テルナテ |
| マレーシア   |                | クアラルンプール |